# انفصال القزحية
انفصال القزحية أو افتكاك القزحية أو حل القزحية (بالإنجليزية: Iridodialysis أو coredialysis) هو انفصال موضعي أو تمزق في القزحية عند موضع اتصالها بالجسم الهدبي.

## الأسباب
عادةً ما يحدث انفصال القزحية عن طريق إصابة كليلة للعين، وقد يحدث أيضًا عن طريق الإصابات المخترِقة للعين، وقد يكون انفصال القزحية عبارة عن مضاعفات علاجية لأي جراحة داخل العين، وأحيانا يتم فصلها عن قصد كجزء من عملية استخراج الساد داخل المحفظة، كما تم الإبلاغ عن حدوث انفصالات في القزحية من الملاكمة، وانفتاح الوسائد الهوائية، وتدفق الماء ذات الضغط العالي، وحبال البنجى المرنة، وأغطية الزجاجات المفتوحة تحت الضغط، والبالونات المائية، الألعاب النارية، وأنواع مختلفة من الكرات.

## الأعراض والعلامات
قد يكون انفصال القزحية صغير الحجم عديم الأعراض ولا يحتاج إلى أي علاج، بينما قد يسبب انفصال القزحية كبير الحجم انزياح البؤبؤ أو تعدد الحدقات، وازدواج الرؤية في عين واحدة، ورهاب الضوء. وغالبًا ما يصاحب انفصال القزحية انحسار الزوايا، وقد يتسبب في حدوث الجلوكوما أو التحدمية، وقد يحدث أيضًا نقص في ضغط العين.

## العلاج
يجب أن يُعالج انفصال القزحية بعناية عندما يكون مصاحب بالتحدمية، وينبغي منع النزيف المتكرر عن طريق تجنب جميع الأنشطة الرياضية، ويتضمن العلاج عادةً الملاحظة والراحة في الفراش. وقد تقلل خلايا الدم الحمراء من تدفق الخلط المائي للخارج، لذلك يجب أن يظل ضغط العين منخفضًا عن طريق إعطاء الأسيتازولاميد الفموي (وهو مدر للبول يتم استخدامه لتقليل الضغط داخل العين)، ويجب منع الصدمات العرضية أثناء النوم عن طريق تغطية العين بغطاء واقٍ خلال الليل مع تجنب إعطاء الأسبرين والهيبارين والوارفارين، والملاحظة اليومية للشفاء أو تطور الانفصال. وقد تتطلب التحدمية الكبيرة غسل الغرفة الأمامية، وقد يتطلب تكرار النزق تدخل وعلاج إضافي.
وفي وقت لاحق، يمكن وضع الإصلاح الجراحي في الاعتبار في حالات الانفصال الأكبر حجمًا، التي تتسبب في ظهور أعراض ازدواج الرؤية أو الوهج. وعادة ما يتم إجراء الإصلاح الجراحي بواسطة خياط البرولين 10-0، حيث تؤخذ قاعدة قزحية العين وتُخَيط إلى مهماز الصلبة وتقاطع الجسم الهدبي.

## المضاعفات
غالبا ما يكون الأشخاص الذين يعانون من انفصال القزحية بسبب إصابة رضية (مثل الإصابات الكليلة) معرضين بشكل كبير لخطر انحسار زاوية التصريف، مما قد يسبب الجلوكوما. ويحدث ذلك عادة بعد 100 يوم أو ثلاثة أشهر من الإصابة، وبالتالي يسمى "زَّرَق اليوم الـ100"، وقد يكون العلاج الطبي أو الجراحي للسيطرة على ضغط العين مطلوبًا في حالة وجود الجلوكوما، كما يمكن استخدام العدسات اللاصقة المعتمة الناعمة لتحسين الشكل الجمالي، وتقليل إدراك الرؤية المزدوجة.

## روابط خارجية

### صور
- "Cornea & External Diseases: Trauma: Traumatic Iridodialysis." Digital Reference of Ophthalmology. Accessed October 11, 2006.
- "Glaucoma: Angle Closure: Traumatic Iridodialysis." Digital Reference of Ophthalmology. Accessed October 11, 2006.